# Villamanrique de la Condesa
Villamanrique de la Condesa is een gemeente in de Spaanse provincie Sevilla in de regio Andalusië met een oppervlakte van 58 km². In 2007 telde Villamanrique de la Condesa 4000 inwoners.